# Лямин, Михаил Андреевич
Михаил Андреевич Лямин (13 декабря 1906 с. Хомяково, Вятская губерния, Российская империя — 8 июля 1978) — советский удмуртский писатель. Народный писатель Удмуртии.

## Биография
Михаил Лямин родился 13 декабря 1906 года в семье крестьянина в селе Хомяково Вятской губернии (ныне Увинский район Удмуртии). В 1930 году окончил ЛГПИ имени А. И. Герцена, после чего преподавал родной язык и литературу в Ижевской совпартшколе, а затем был редактором в Удмуртском книжном издательстве. Принимал участие в Великой Отечественной войне. После войны снова был редактором, а также работал в секторе печати обкома КПСС.
Награждён орденами Красной Звезды, Отечественной войны II степени, Знаком Почёта (1966), медалями, несколькими Почётными грамотами Президиума Верховного Совета УАССР и РСФСР. В 1960 году ему было присвоено звание «Народный писатель Удмуртии». Имя Михаила Лямина занесено в Почётную книгу трудовой славы и героизма УАССР (1969).
Умер 6 июля 1978 года в Ижевске.

## Творчество
Первые произведения Лямина были опубликованы в 1924 году. Он печатался в местных газетах «Гудыри» и «Кенеш». В 1945 году его произведения впервые вышли отдельным изданием — это был сборник фронтовых очерков «Сквозь огонь» (Тыл пыртӥ). В 1950 году увидела свет повесть Лямина «Во имя счастья» (Шудбур понна) о Гражданской войне на территории Удмуртии. Позднее из под пера Лямина вышли сборник очерков «Счастье — в труде» (Уж бордын шумпотон), «Незабываемые годы» (Вунонтэм аръёс), «Сердце зовёт» (Сюлэм ӧте), «Большая жизнь» (Бадӟым улон), повесть «Четыре года в шинели» (Ож сюрес).
Михаил Лямин переводил произведения русских писателей на удмуртский язык; автор хрестоматий по удмуртской литературе (1933, 1935).